# زلزال هيراكليون 1856
زلزال هيراكليون 1856، المعروف أيضًا باسم زلزال كريت أو زلزال رودس، وقع في صباح يوم 12 أكتوبر الساعة 02:45 صباحًا بالتوقيت المحلي. بلغت قوة هذا الزلزال الكارثي للغاية 7.7 إلى 8.3 على عمق حوالي 61 إلى 100 درجة. كم. وشعر بالزلزال منطقة واسعة جدا تمتد من صقلية بإيطاليا إلى بلاد الشام وشمال أفريقيا. وفي جزيرة كريت اليونانية، كانت آثار الزلزال كارثية، حيث انتشلت أكثر من 500 جثة في مدينة هيراكليون. شعرت بموجات الصدمة الناجمة عن الزلزال بشكل مكثف، حيث غطت الإمبراطورية العثمانية بأكملها؛ تركيا الحالية وقبرص والشرق الأوسط حيث تم الإبلاغ عن الأضرار والخسائر البشرية. وفي مالطا، أدى الزلزال إلى انهيار برج جاجن حديد — وهو برج مراقبة ساحلي تم بناؤه حوالي عام ١٦٣٨. في القاهرة، مصر، دمر الزلزال المباني، وأنشأ حواجز في الترع، وقتل عدة أشخاص. قبالة السواحل المصرية والإيطالية، أبلغ البحارة عن شعورهم بهزة أرضية.

## الخلفية التكتونية
على طول الساحل الجنوبي لجزر دوديكانيز ورودس وكريت والجزر الأيونية، تغوص الصفيحة الأفريقية المكونة من القشرة المحيطية تحت صفيحة بحر إيجه (جزء من الصفيحة الأوراسية) على طول حدود الصفيحة المتقاربة بمعدل 5 إلى 10 ملم/سنة. تتمزق واجهة منطقة الاندساس أحيانًا في الزلازل الكبيرة مثل تلك التي حدثت في عامي 365 و 1303. يتم إنتاج موجات تسونامي على طول الخندق الهيليني عندما يندفع أحد جوانب الصدع فجأة إلى الأعلى، مما يؤدي إلى إزاحة تريليونات اللترات من مياه البحر أثناء زلزال هائل.

## التأثيرات
تسبب الزلزال في أضرار واسعة النطاق ليس فقط في اليونان، بل في منطقة الشرق الأوسط وشمال أفريقيا، حيث تم الإبلاغ عن المزيد من الوفيات والأضرار. لا يزال الوقت المحدد لحدوثه موضع نقاش بين الساعة 02:38 صباحًا أو 02:45 صباحًا.